# アプライト
アプライト（英: aplite）は、ほとんど有色鉱物を含まない細粒の火成岩。花崗岩と鉱物組成が似ているために、半花崗岩（はんかこうがん）ともいう。小規模な岩脈として産することが多い。木津川の標本が有名。
まれに電気石と共存する。